# Dervish (band)
 For alternative betydninger, se Dervish (flertydig). (Se også artikler, som begynder med Dervish)
Dervish er en irsk musikgruppe der spiller irsk folkemusik. 

## Eurovision Song Contest 2007
I 2007 repræsenterede de Irland ved Eurovision Song Contest 2007, og var specielt udvalgt af den irske tv-station RTE. Dervish fik dog kun 5 point, og det blev Irlands første sidsteplads nogensinde. De 5 point kom fra Albanien, der som det eneste land havde en jury til at uddele stemmerne. Den dårlige placering skyldtes ifølge mange den østeuropæiske alliance det år, men af mange andre at sangerinden sang falsk og virkede kejtet på scenen.[kilde mangler]

## Diskografi

### The Boys of Sligo (1989)
- The Donegal Set
- The Dolphin/The Clapton Jigs
- Thos Byrnes/The Man Of Aran
- Jackson's/The Cliffs of Glencolumbkile
- The Sligo Set
- The Raphoe/The Chestnut Tree
- The Boys Of Sligo/Monaghan Twig
- The World's End Set
- Eddie Kelly's Jigs
- Unknown/Return From Camden Town
- The Key Of The Convent/Tommy People's
- The Dancing Bear/Oreaga
- Walsh's Fancy/The Congress/Spoil The Dance

### Harmony Hill (1993)
- Apples in Winter
- Hills of Greenmore
- Fields of Milltown
- Bellaghy Fair
- The Ploughman
- The Green Mountain
- Welcome Poor Paddy
- Jig C Jig
- The Fair Maid
- Virginia Set
- A Stor Mo Chroi
- Slides and Reels

### Playing with fire (1995)
- Buckley's Fancy
- Molly And Johnny
- Last Nights Fun
- Wheels Of The World
- Maire Mor
- I Buried My Wife
- The Hungry Rock
- Cailin Rua
- Ash Plant Set
- Peigin Mo Chroi
- The Game Of Love
- Willie Lennox
- Let Down The Blade

### End Of The Day (1996)
- Touching Cloth
- Ar Eirinn Ni Neosfainn
- Jim Coleman's Set
- An Spailpin Fanach
- Packie Duignan's
- Lone Shanakyle
- Drag Her Round The Road
- Peata Beag
- Trip To Sligo
- Sheila Nee Iyer
- Kilavill Set
- I Courted A Wee Girl
- Josefin's Waltz
- Eileen McMahon

### Live in Palma (1997)
- Packie Duigan's
- Spailpin Fanach
- Slow Reels
- Sheila Nee Iyer
- The Trip To Sligo
- The Hungry Rock
- Ar Eirinn Ni Neosfainn
- Molly and Johnny
- The Green Mountain
- I Courted A Wee Girl
- Round The Road
- Maire Mhor
- I Buried Me Wife
- Hills Of Greanmore
- Worlds End
- Peata Beag
- Pheigin Mo Chroi
- Jim Coleman's
- Happy Birthday
- Lough Eirn's Shore
- Killavil Jigs
- Allellu Na Gamhna

### MidSummer Nights (1999)
- Midsummer's Night
- Sean Bhain
- Tenpenny Bit
- Sweet Viledee
- Palmer's Gate
- Erin Gra mo Chroi
- Lark on the Strand
- Cairns Hill
- Maid Father's Garden
- Abbeyfeale Set
- An T-Uil
- Bold Doherty
- Out on the Road
- Red Haired Mary

### Decade (2001)
- The Kilavill Set
- Molly and Johnny
- The Lark in the Strand
- The Hills of Greanmore
- The Worlds End
- Apples in Winter
- Peigin mo Chroi
- Josefins Waltz
- An Spailpin Fanach
- The Hungry Rock
- Sweet Viledee
- Palmer's Gate
- Ar Eirinn Ni Neosfainn
- Jim Colemans

### Spirit (2003)
- John Blessings
- An Rógaire Dubh/Na Ceannabháin Bhána/Páidín O Raifeartaí
- Father Jack
- The Fair-Haired Boy
- Siesta Set
- The Soldier Laddie
- Beauties of Autumn
- The Lag's Song
- Boots of Spanish Leather
- O'Raghailligh’s Grave
- Swallows Tail
- The Cocks Are Crowing
- Whelans (Jigs) Trounsdells Cross

### A Healing Heart (2005)
- I Courted a Wee Girl / Josefin's Waltz
- A Stór Mo Croí
- Boots of Spanish Leather
- Willie Lennox
- Erin Grá mo Chroi
- Ar Éirinn Ní Neosfainn Cé Hí
- The Fairhaired Boy
- Lone Shanakyle
- I Hope You Still Dance
- Josefin's Waltz

### Travelling Show (2007)
- Gypsies, Tramps and Thieves
- The Coolea Jigs
- My Bride and I
- The Cat Went A-Hunting
- The Bealtine Set
- Grainne
- Heading Home
- The Queen and The Soldier
- The Masters Return
- Lord Levett
- The Jolly Tinker
- Crucan Na bPaiste

### The Thrush in the Storm (2013)
1. The Green Gowned Lass
2. Baba Chonraoí
3. Maggie's Lilt
4. The Lover's Token
5. The Rolling Wave
6. Shanagolden
7. The Corner House
8. The Banks of the Clyde
9. Handsome Polly-O
10. Harp and Shamrock
11. Snoring Biddy
12. The Thrush in the Storm

### Celebration!! 1989-2014 (2014)
1. Midsummer's Night
2. Snoring Biddy
3. The Coolea Jigs
4. Bold Doherty
5. Killavil Jigs
6. The Ploughman
7. Maggie's Lilt
8. Cailin Rua
9. Packie Duighnan's
10. Boots of Spanish leather
11. Buckley's Fancy
12. Lord Levett
13. The Swallow's Tail
14. Red Haired Mary
15. Welcome Poor Paddy Home

### The Great Irish Song Book (2019)
1. The Rambling Irishman
2. There's Whiskey in the Jar
3. Molly Malone
4. The Galway Shawl
5. She Moved through the Fair
6. The Rocky Road to Dublin
7. Down by the Sally Gardens
8. On Raglan Road
9. Dónal Óg
10. The Fields of Athenry
11. The May Morning Dew
12. The West Coast of Clare
13. The Parting Glass